# NGC 6149
NGC 6149 is een lensvormig sterrenstelsel in het sterrenbeeld Hercules. Het hemelobject werd op 3 april 1887 ontdekt door de Amerikaanse astronoom Lewis A. Swift.

## Synoniemen
- UGC 10391
- MCG 3-42-11
- ZWG 109.21
- PGC 58183